# 圣文生街教堂
圣文生街教堂（St. Vincent Street Church）是苏格兰格拉斯哥的一个长老会教堂在圣文生街。 它是由亚历山大·汤姆森（Alexander Thomson）设计，由苏格兰联合长老会建于1859年。这是一座A类登录建筑。这座教堂由格拉斯哥市议会拥有，但目前由苏格兰自由教会的格拉斯哥市自由教会堂会使用。在1998年、2004年和2006年，该建筑曾三度被世界纪念性建筑基金会（World Monuments Fund）列入世界纪念性建筑守护计划（World Monuments Watch）。基金会在美国运通的帮助下，修复了钟楼。